# Ansamblu rural „Livezile”
Ansamblu rural „Livezile” este un ansamblu de monumente istorice aflat pe teritoriul satului Livezile; comuna Livezile. În Repertoriul Arheologic Național, monumentul apare cu codul 33550.09.

## Galerie

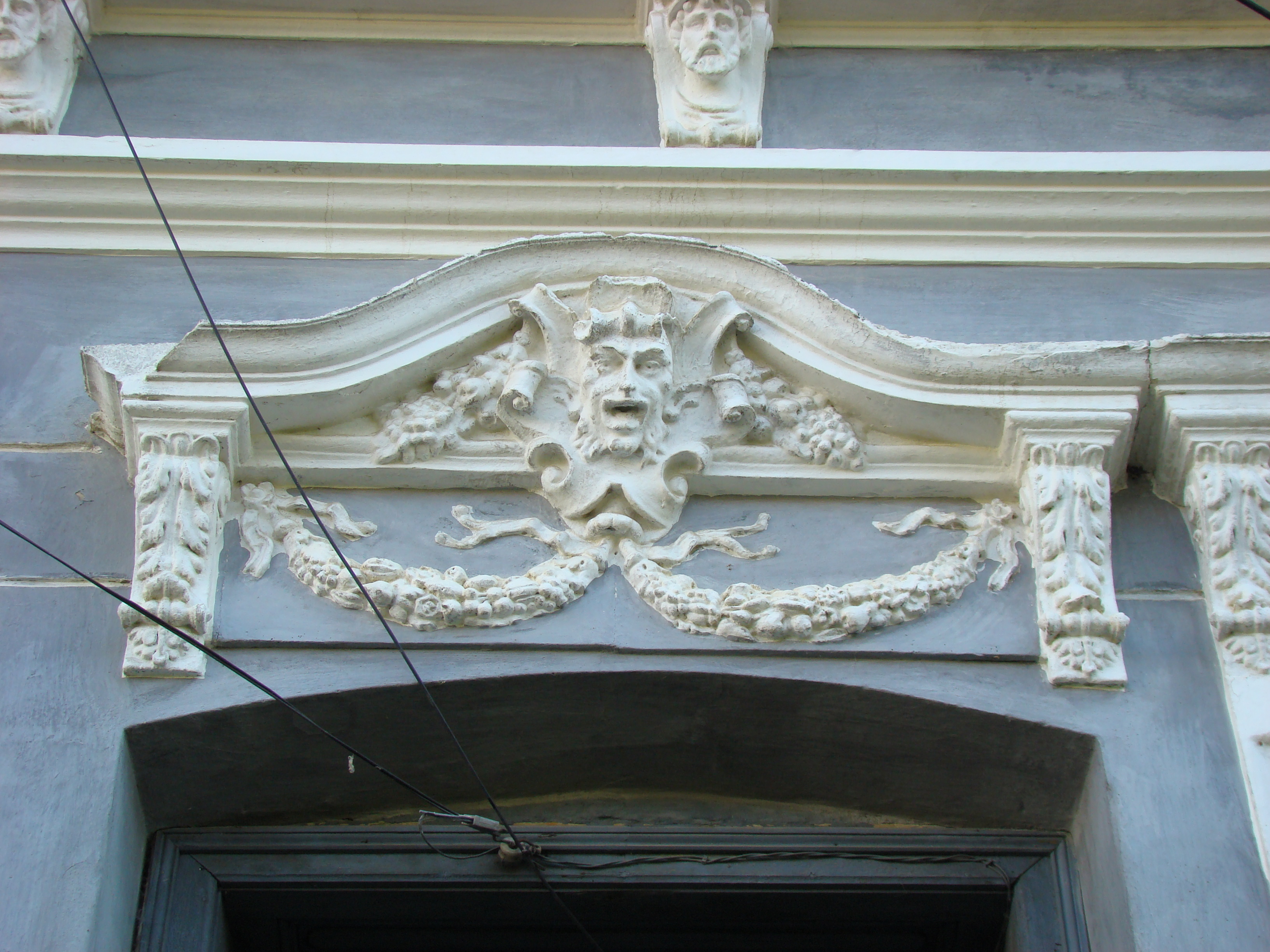
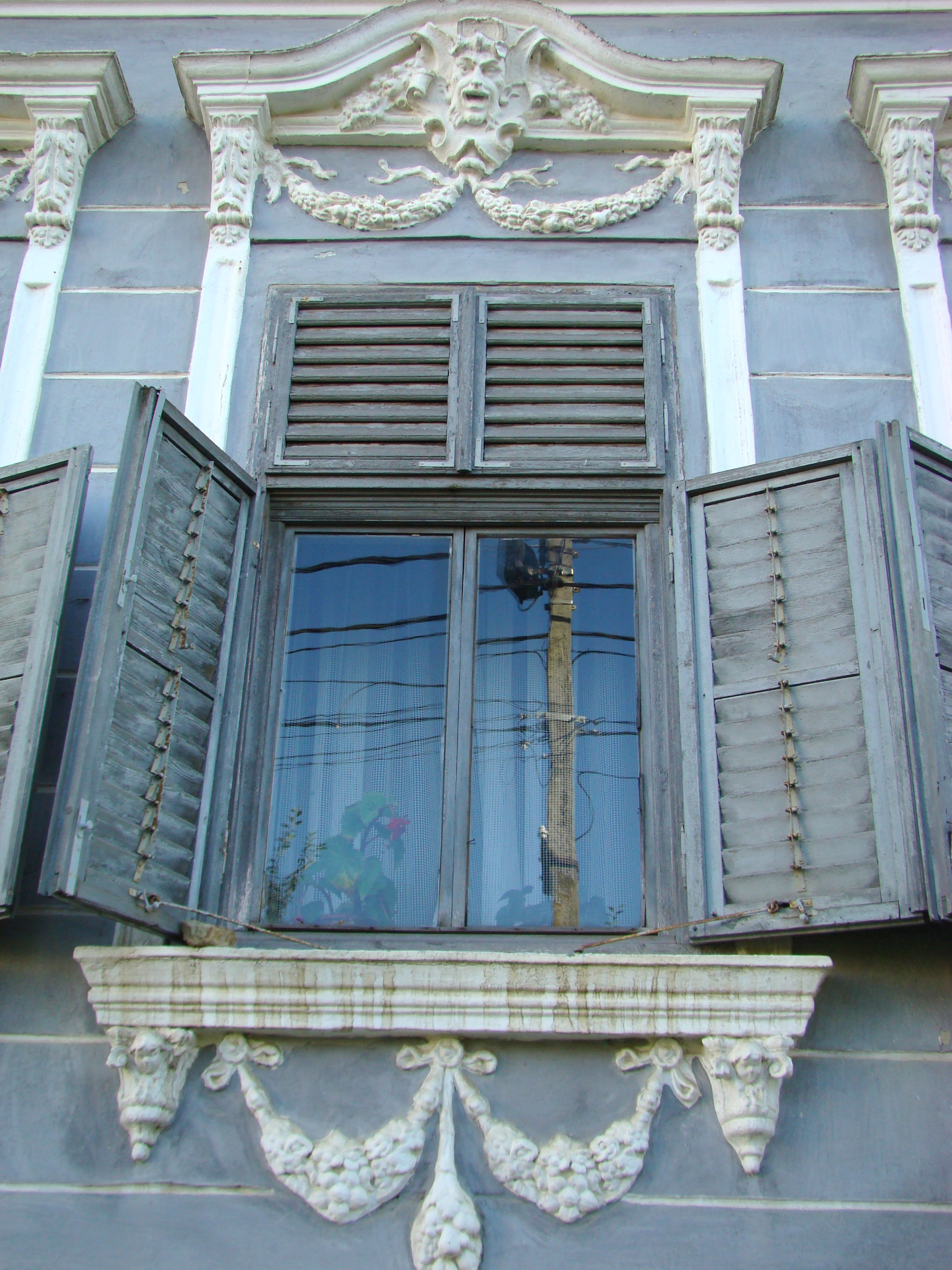
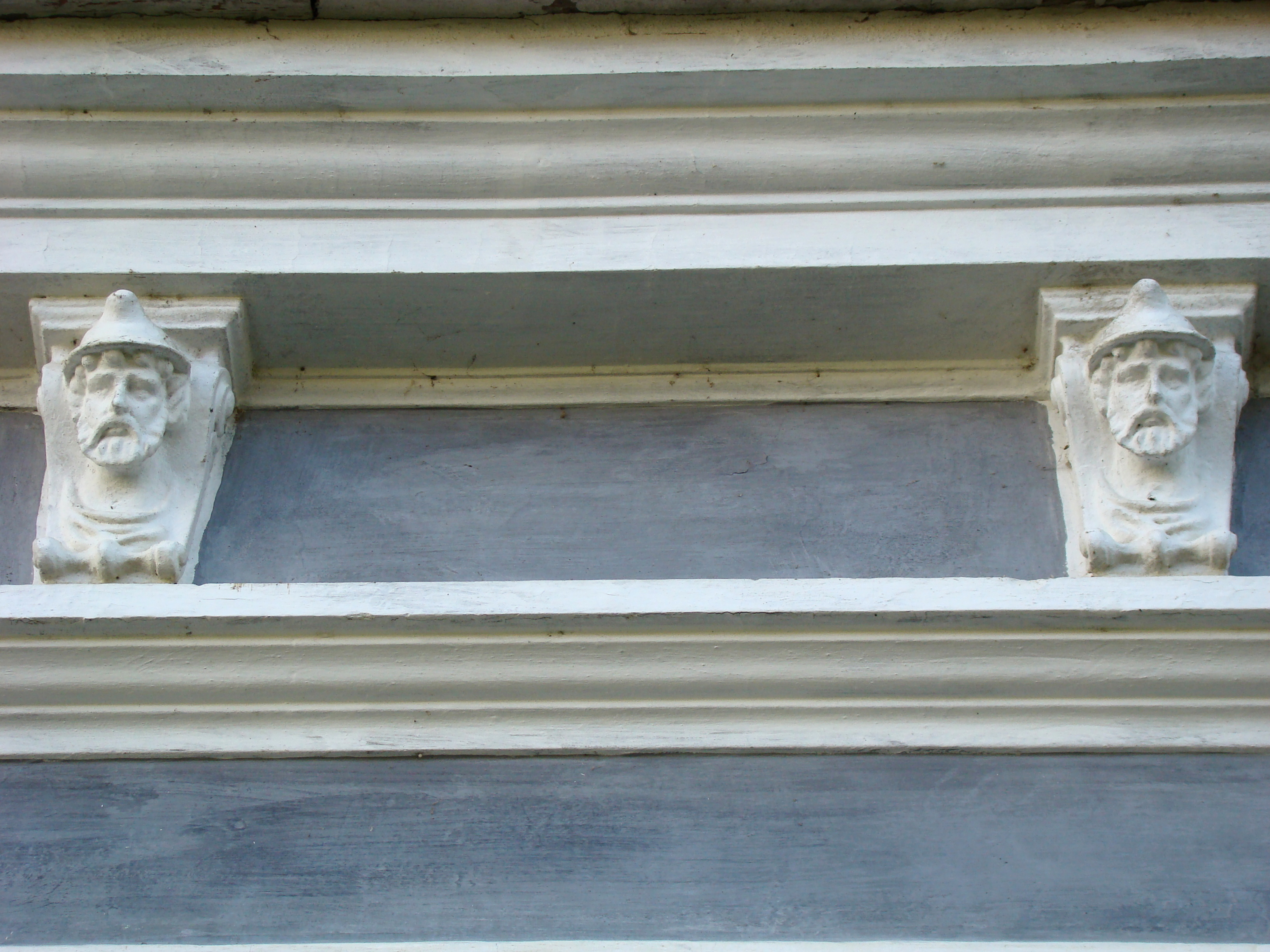
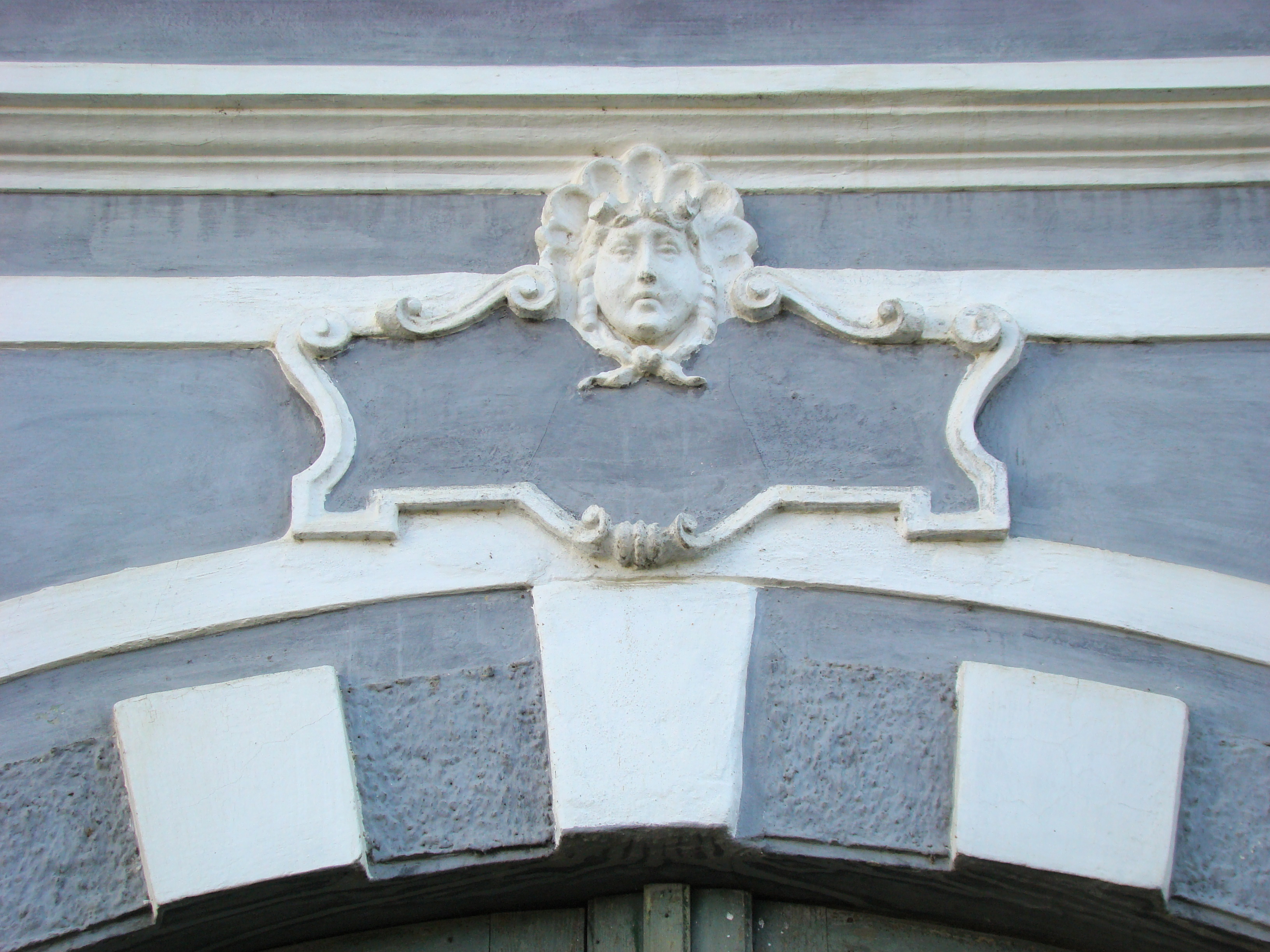
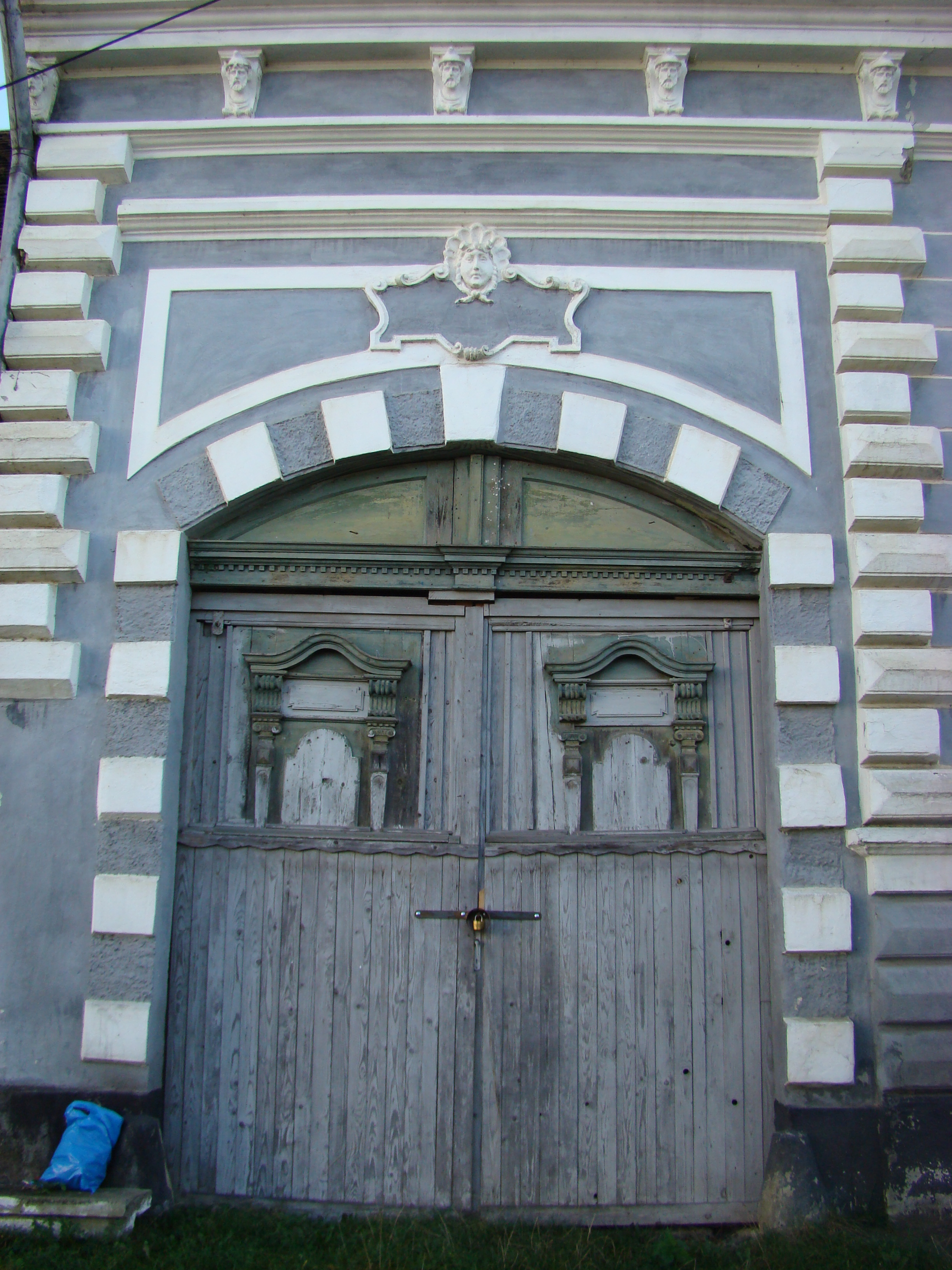
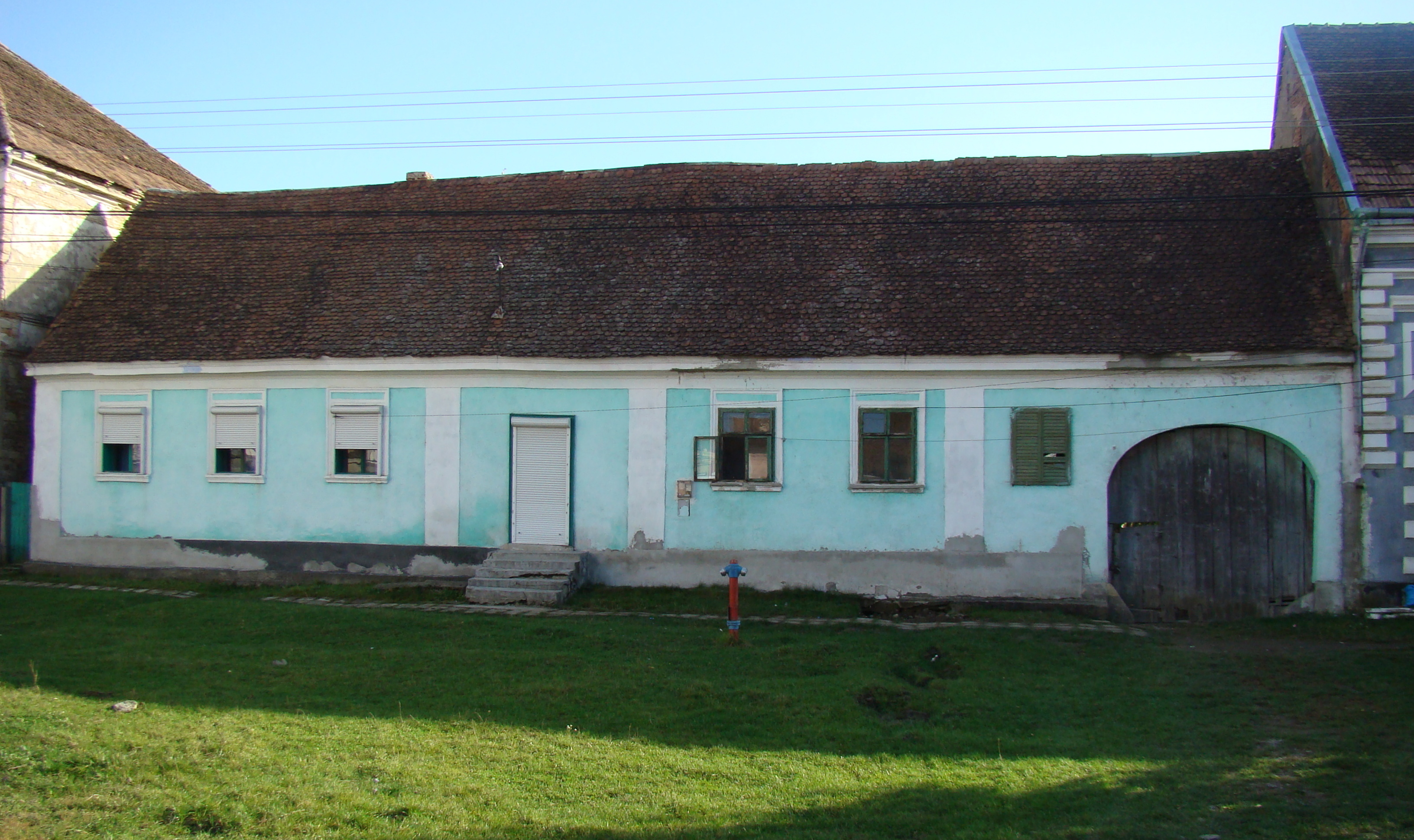
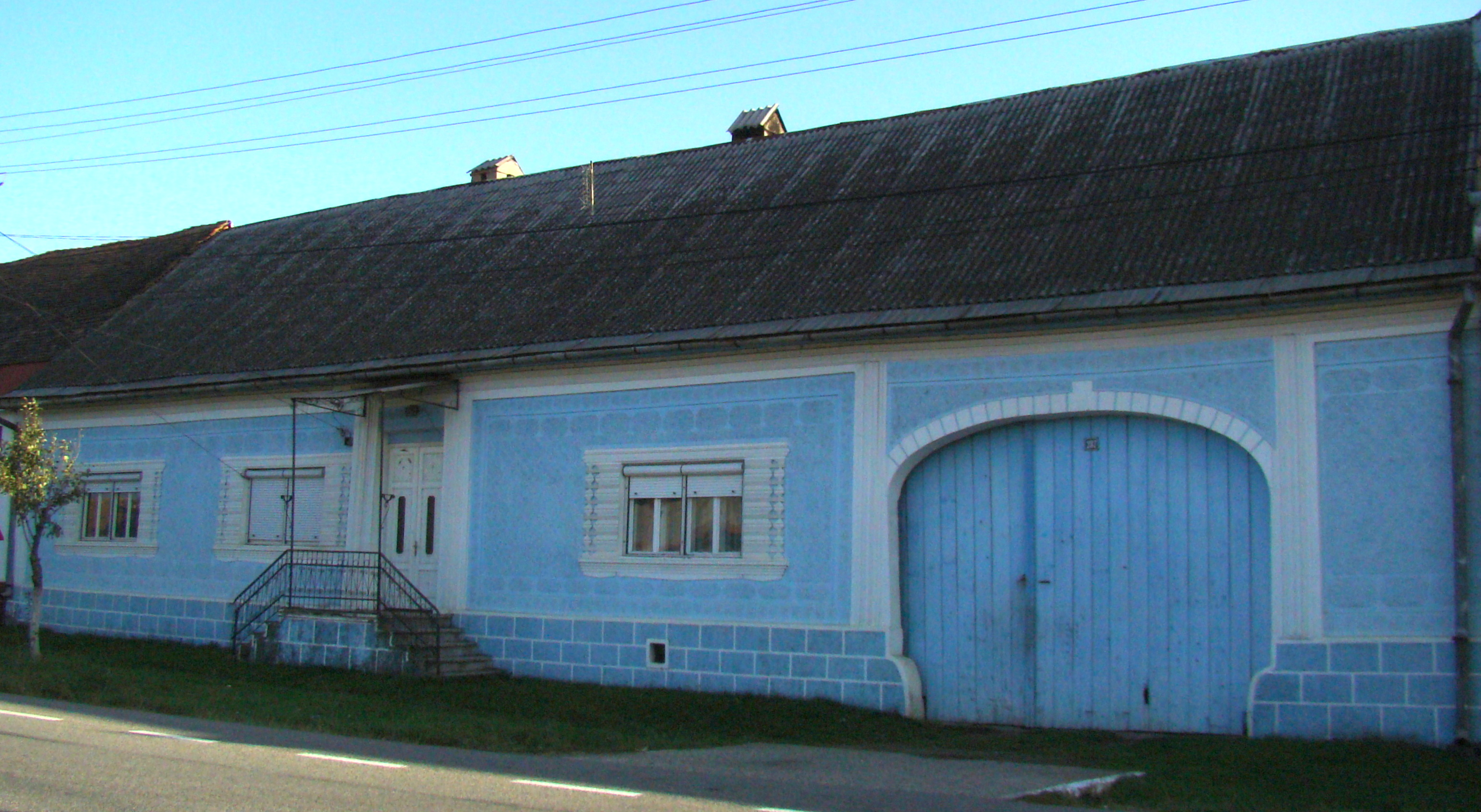